# Alberto Mingardi
Alberto Mingardi (Milano, 3 aprile 1981) è un politologo italiano.

## Biografia
Negli anni del dottorato in scienza della politica, conseguito all'Università di Pavia, ha dato vita, insieme a Carlo Lottieri e Carlo Stagnaro, all'Istituto Bruno Leoni: un centro-studi che promuove le idee liberali, di cui è ora direttore generale, con sedi a Torino e Milano.

### Docente
È professore ordinario di Storia delle dottrine politiche presso l'Università IULM di Milano. Presso la stessa Università è anche, da novembre 2024, Prorettore alla progettazione strategica. Nel medesimo ateneo è stato prima associato e ricercatore e, in precedenza, è stato assegnista di ricerca presso la cattedra di Storia delle dottrine politiche dell'Università degli Studi di Milano, tra il 2013 e 2015. Ha insegnato inoltre all'Università Vita-Salute San Raffaele.

### Commentatore
Sin da giovanissimo ha svolto un'intensa attività pubblicistica. Quando nel gennaio 2004 ha scritto per The Wall Street Journal un ritratto impietoso della politica economica del governo italiano, Giuliano Ferrara ha affermato su Il Foglio che quell'articolo rappresentava "una lettura indispensabile" per l'allora presidente Silvio Berlusconi.
Nel corso degli anni ha collaborato con Il Riformista e Il Sole 24 Ore. Nel 2015 è diventato editorialista de La Stampa, quotidiano dal quale è stato allontanato da Massimo Giannini. Da giugno 2020 scrive sul Corriere della Sera e sul suo supplemento economico, L'Economia. A livello internazionale ha collaborato con testate quali The Wall Street Journal, The Washington Post, Politico Europe, Project Syndicate, International Herald Tribune, Financial Times, L'Agefi, City Journal. È uno dei blogger di EconLog.

### Pubblicazioni
È autore, con Luigi Marco Bassani, di un manuale di storia delle dottrine politiche. Si occupa prevalentemente di liberalismo del diciannovesimo secolo.
Ha tradotto in inglese "La Costituzione secondo la giustizia sociale" di Antonio Rosmini. Ha tradotto in italiano, curandone le edizioni critiche, opere di Thomas Hodgskin - su cui ha anche scritto una monografia -, di Herbert Spencer, di Vilfredo Pareto, e di Elie Kedourie.
Ha scritto o curato diversi volumi. Il primo, nel 1999, è stato una raccolta di interviste realizzate via Internet a pensatori libertari. Nel 2002, ha curato un importante Festschrift in onore di Sergio Ricossa, economista del quale ha curato, introdotto e promosso la ripubblicazione di alcuni libri.
In lingua inglese, è autore di una monografia su Herbert Spencer (Continuum, 2011) e di un saggio su Thomas Hodgskin, Classical Liberalism and the Industrial Working Class. The Economic Thought of Thomas Hodgskin (Routledge, 2020) definito “un classico” dalla storica dell’economia Deirdre McCloskey.
Per Marsilio ha scritto nel 2013 L'intelligenza del denaro. Perché il mercato ha ragione anche quando ha torto - ristampato nel 2020 per Universale Economica Feltrinelli - e, nel 2019, La verità, vi prego sul neoliberismo.
È autore di una lunga introduzione a Sciabole e utopie, raccolta di saggi del Premio Nobel Mario Vargas Llosa pubblicata da Liberilibri.
Per il Mulino, ha pubblicato Capitalismo (2023) e Libertà contro libertà. Un «duello» sulla società aperta, scritto con Emanuele Felice, anche lui professore alla IULM ed ex responsabile economico del Partito Democratico.
Sui temi della sanità pubblica, ha curato, assieme con Gabriele Pelissero, ordinario di igiene all'Università di Pavia, Eppur si muove. Come cambia la sanità in Europa, fra pubblico e privato (2010), La spesa sanitaria italiana. Quel che si vede, quel che non si vede (2013) e Competizione, sostenibilità e qualità: Quale futuro per il welfare sanitario italiano? (2014).
Sulla pandemia di COVID-19 e il dibattito pubblico che ne è conseguito, ha scritto insieme allo storico della medicina Gilberto Corbellini una lunga serie di articoli pubblicati dai quotidiani Il Foglio e Linkiesta, cercando di esprimere un punto di vista liberale distante dagli opposti estremismi. La collaborazione è proseguita con il libro La società chiusa in casa. La libertà dei moderni dopo la pandemia, un saggio accademico che intreccia le prospettive dei due studiosi per riflettere centralità, nella nostra storia, del rapporto fra comunità umane e micro-parassiti.

### Cariche ed altre attività
È adjunct scholar del Cato Institute di Washington e Presidential Fellow in Political Theory presso la Chapman University di Orange County. Dal 2017 è visiting professor alla Universidad Francisco Marroquin di Città del Guatemala.
Partecipa al collegio dei ricercatori del Centro studi René Girard politico dell'Università di Padova e al comitato scientifico del Policy Observatory della LUISS School of Government, mirato alla promozione di ricerca applicata nel campo della public policy. Fa parte del comitato scientifico delle riviste Il Politico, Nuova Storia Contemporanea, Etica e politica e dell’editore Studium, del comitato editoriale delle riviste Economic Affairs e Cosmos+Taxis.
È stato vicepresidente del consiglio di amministrazione della Fondazione TIM, che fa donazioni filantropiche a vantaggio di progetti su inclusione sociale, ricerca e cultura, dal 2014 al 2023.
È segretario della Mont Pelerin Society, associazione internazionale di studiosi liberali. In passato (1961-1966) la stessa carica fu ricoperta proprio dal giurista Bruno Leoni, a cui è intitolato il think tank di cui Mingardi è fondatore.
Secondo il quotidiano Libero, è fra i consulenti editoriali della Silvio Berlusconi Editore.

## Pubblicazioni

### Principali pubblicazioni
- Herbert Spencer, New York-Londra, Continuum, 2011.
- L'intelligenza del denaro. Perché il mercato ha ragione anche quando ha torto, Venezia, Marsilio, 2013.
- Thomas Hodgkin, discepolo anarchico di Adam Smith, Padova, Marsilio, 2016.
- La verità, vi prego, sul neoliberismo. Il poco che c'è, il tanto che manca, Venezia, Marsilio, 2019.
- Classical Liberalism and the Industrial Working Class. The Economic Thought of Thomas Hodgskin, Londra, Routledge, 2020.
- Contro la tribù. Hayek, la giustizia sociale e i sentieri di montagna, Venezia, Marsilio, 2020.
- Deirdre Nansen McCloskey[38] e Alberto Mingardi,The Myth of the Entrepreneurial State, Great Barrington, American Institute for Economic Research, 2020.
- Gilberto Corbellini e Alberto Mingardi, La società chiusa in casa. La libertà dei moderni dopo la pandemia, Venezia, Marsilio, 2021.
- Capitalismo, Bologna, Il Mulino, 2023.

### Curatele
- Sergio Ricossa, Da liberale a libertario. Cronache di una conversione, Treviglio, Leonardo Facco, 2000.
- Thomas Hodgkin, Crimine e potere: due lezioni londinesi, Macerata, Liberilibri, 2014.
- Herbert Spencer, L'uomo contro lo Stato, Macerata, Liberilibri, 2016.
- Vilfredo Pareto, L'ignoranza e il malgoverno: lettere a "Liberty", Macerata, Liberilibri, 2018.
- Elie Kedourie, Nazionalismo, Macerata, Liberilibri, 2021.
- Richard Cobden, Scritti e discorsi politici. Il libero scambio per la pace tra le nazioni, Soveria Mannelli, Rubbettino, 2022.
- María Blanco e Alberto Mingardi (a cura di), Show and Biz. The market economy in TV series and popular culture (2000-2020), Londra, Bloomsbury Academic, 2023.
- Nicola Iannello e Alberto Mingardi (a cura di), Pace e mercato. Le relazioni internazionali nella tradizione liberale, Roma, Studium, 2024.
- Friedrich A. von Hayek,  La presunzione fatale: gli errori del socialismo, Torino, IBL Libri, 2023.

### Opere di vario genere
- Estremisti della libertà. Dialoghi sul libertarismo nell'epoca di Internet, con un'introduzione di Sergio Ricossa, Treviglio, Leonardo Facco Editore, 1998.
- Enrico Colombatto e Alberto Mingardi (a cura di), Il coraggio della libertà. Saggi in onore di Sergio Ricossa, Soveria Mannelli, Rubbettino, 2002.
- Lettera a un amico no-global, Soveria Mannelli, Rubbettino, 2004.
- Ettore Gotti Tedeschi e Alberto Mingardi, Spiriti animali. La concorrenza giusta, Milano, Università Bocconi, 2007.
- Luigi Marco Bassani e Alberto Mingardi, Dalla polis allo Stato: introduzione alla storia del pensiero politico, Torino, Giappichelli, prima ed. 2015; seconda ed. 2017; terza ed. 2022.
- Francesco Giavazzi, Francesco Lefebvre D'Ovidio, Alberto Mingardi (a cura di), The Liberal Heart of Europe. Essays in Memory of Alberto Giovannini, Londra, Palgrave Macmillan, 2021.
- Maurizio Sacconi e Alberto Mingardi, Stato essenziale, società vitale. Appunti sussidiari per l'Italia che verrà, Roma, Studium, 2022.
- Emanuele Felice e Alberto Mingardi, Libertà contro libertà. Un duello sulla società aperta, Bologna, Il Mulino, 2024.